# カルタジローネ
カルタジローネ（イタリア語: Caltagirone）は、イタリア共和国シチリア州カターニア県にある、人口約3万8000人の基礎自治体（コムーネ）。
陶器の生産地として昔から知られており、マヨリカ焼きやテラコッタ陶器が有名である(参照:it:Ceramica di Caltagirone)。

## 地理

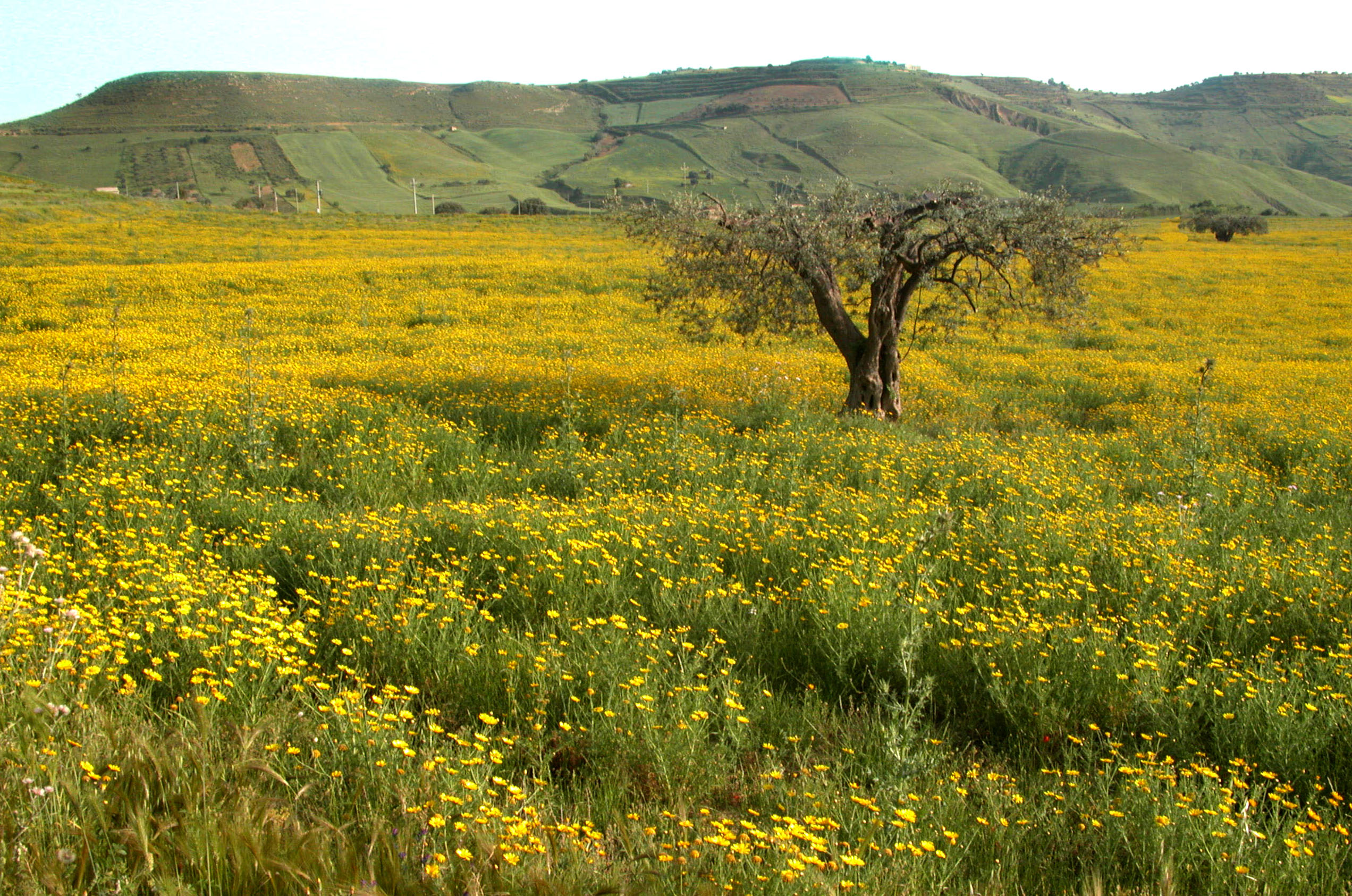
カルタジローネ近郊の田園地帯

### 位置・広がり
カターニア県南端のコムーネ。ジェーラから北東へ30km、エンナから南南東へ42km、県都カターニアから西南西へ59kmの距離にある。
エレイ山とイブライ山の麓にあり、カターニアとジェーラを通過する高速道417号線（it）が交差する。
標高608m地点にあるまちは、エレイ山脈の連なりの一部である3つの丘の上に広がる。天然の円形闘技場のかたちであり、ジェーラ湾に注ぐマローリオ川、カターニア平野へ向かって流れるカルタジローネ川の谷の流域である。

#### 隣接コムーネ
隣接するコムーネは以下の通り。括弧内のRGはラグーザ県、CLはカルタニッセッタ県、ENはエンナ県所属を示す。
- アーカテ (RG)
- ジェーラ (CL)
- グランミケーレ
- リコディーア・エウベーア
- マッツァリーノ (CL)
- マッツァッローネ
- ミネーオ
- ミラベッラ・インバッカリ
- ニシェーミ (CL)
- ピアッツァ・アルメリーナ (EN)
- サン・ミケーレ・ディ・ガンツァリーア

## 歴史

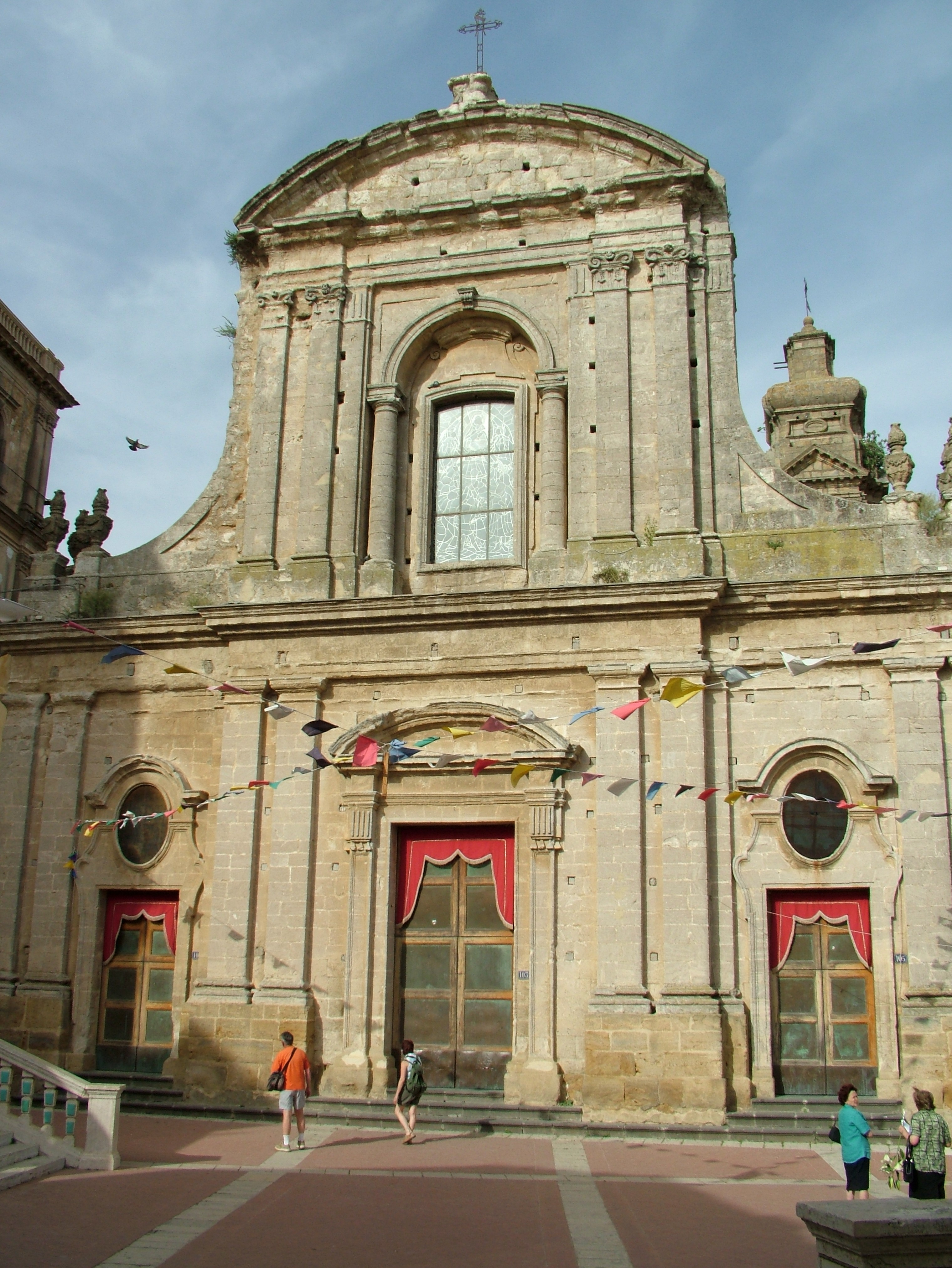
サンタ・マリア・デル・モンテ教会

紀元前2000年頃の2箇所のネクロポリスや多くの考古学的な発掘で明らかなように、先史時代から人が定住していた。ローマ帝国以前はシクリ人（en）が住んでいた。
カルタジローネの名が初めて記されたのは、1143年にシチリア王ルッジェーロ2世が記した公文書においてCalatageronとしてである。
アラブ人はシチリアを占領後、カルタジローネの地に城を築いた。彼らはカルタジローネの陶器製造に新たな技術を導入したとみられている。カルタジローネという名称は、アラビア語のqal'at-al-ghiran（花瓶の丘）にちなんでいる。城は1030年に東ローマ帝国の将軍ゲオルギオス・マニアセス指揮下のリグリア軍によって攻撃された。現在のカルタジローネで話される方言にはリグリア語の影響が残っている。また、リグリア人の集団は、カステル・ディ・ユーディカ包囲中のイスラム教徒と対峙するルッジェーロ2世の強力な支援を与えた。これによってカルタジローネはカステル・ディ・ユーディカ、ファタナシモ、レガルセミ、カンポピエトロの領域を所有することとなり、これらは封建制度のまちの富の根源となった。
まちはオートヴィル朝とホーエンシュタウフェン朝時代に繁栄を極め、陶器の製造で有名になった。1154年、ルッジェーロ2世の宮廷にいたアラブ人旅行家イドリースィーはカルタジローネをHisn al-Genūn（ジェノヴァ人の城）と呼んだ。この名称はおそらく、1040年頃にカルタジローネ近郊に現れたジェノヴァ人の入植地にちなんでいる。
13世紀、カルタジローネはいわゆるシチリアの晩鐘における反アンジュー家反乱に参加した。
陶器の生産と結びついた工芸と貿易の発展により、裕福な商人階級が生まれ、イタリア各地から人々が定住した。14世紀には小さなユダヤ人コミュニティーが存在した。現在もユダヤ通り（via ludica）の名が残る。ユダヤ人たちは工芸、特に織物業に従事していた。
1492年、スペインがユダヤ人の追放令を出したために、スペイン統治下のシチリアにいたユダヤ人たちは島から出て行った。カルタジローネのまちは文化的にも経済的にも打撃を受けた。
1671年の飢饉ではおよそ2000人の住民が飢えで死んだ。
カルタジローネのまちは1693年のシチリア地震でほぼ全壊し、その後多くの建築物は地震後にバロック様式で再建された。現在カルタジローネの市街は、UNESCO世界遺産ヴァル・ディ・ノートの後期バロック様式の町々として登録されている。
第二次世界大戦中のカルタジローネは、連合国側の激しい爆撃にあい、いくつかの有名な建物が失われている。1960年代から1970年代、不景気のためカルタジローネは北部への大量人口流出にみまわれた。

## 社会

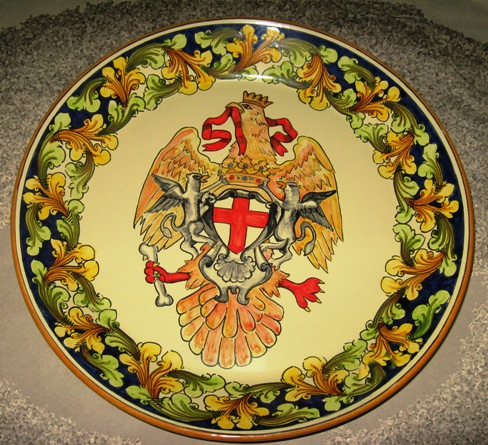
カルタジローネの陶器

陶器の生産地として知られている (it:Ceramica di Caltagirone) 。

## 行政

### 分離集落
カルタジローネには、以下の分離集落（フラツィオーネ）がある。
- Albanazzo, Colleggiata (Collegiata), Favarella, Granieri, Mulino Buongiovanni, Piano Carbone, Piano San Paolo, Rangasia, San Basilio - Casa Prete, San Mauro, Santo Pietro, Serra Fornazzo, Signore del Soccorso, Villa Gravina, Villa Grazia

## 人物

### 著名な出身者
- ニコロ・ロンゴバルド - 16-17世紀のイエズス会宣教師。
- マリオ・シェルバ - 20世紀の政治家、イタリア共和国首相、欧州議会議長。
- ジュゼッペ・マスカーラ - サッカー選手。

## 姉妹都市
- サンフランシスコ、アメリカ合衆国
- サン・ディエゴ (ベネズエラ)、ベネズエラ
- カリクラテイア、ギリシャ
- アルンスベルク、ドイツ